# Queso de Arangas
El queso de Arangas es un queso elaborado en el Principado de Asturias

## Elaboración
Se coge la leche cruda de vaca, de oveja y de cabra, se mezclan las tres una vez coladas. Se calienta la mezcla resultante para conseguir que cuaje. Se coge la cuajada, se introduce en moldes cilíndricos y se deja madurar en cuevas de forma similar a lo que sucede con el cabrales durante un mínimo de dos meses y un máximo de seis.

## Características
Es un queso semiblando, de los denominados azules. Las piezas son de forma cilíndricas y de gran tamaño pues va de los tres hasta los cinco kilos. El interior o pasta es blanco con vetas azules. La corteza es de blanda, de color blanco con presencia de moho.

## Zona de elaboración
Este queso se elabora en la aldea de Arangas, situada en la falda de la sierra del Cuera, en el concejo de Cabrales